# Trutnov-Poříčí
Trutnov-Poříčí – stacja kolejowa w miejscowości Trutnov, w kraju hradeckim, w Czechach. Znajduje się na wysokości 405 m n.p.m.
Jest zarządzana przez Správę železnic. Na stacji nie ma możliwości zakupu biletów, a obsługa podróżnych odbywa się w pociągu.
W pobliżu stacji Trutnov-Poříčí znajduje się przystanek Trutnov zastávka, położony na linii kolejowej 047 Trutnov - Teplice nad Metují

## Linie kolejowe
- 032 Jaroměř - Trutnov
- 043 Trutnov - Žacléř